# Intervención federal
La intervención federal es una instancia que prevé en su artículo 6° la Constitución Argentina ante una situación de conflicto en una o varias provincias en caso de una invasión exterior, invasión de otra provincia o destitución de sus autoridades.
Funciona como garantía federal; esto significa que el estado federal asegura y protege las autonomías provinciales en el marco de la forma de Estado federal propia del sistema argentino.

## Procedimiento
La intervención federal puede ser dispuesta por el gobierno federal o a requerimiento de las autoridades provinciales.

### Por disposición del gobierno federal
En este caso la intervención está dispuesta por el Poder Legislativo Nacional sin pedido de la provincia (art. 75 inc. 31 de la Constitución Argentina), no pudiendo el Ejecutivo disponerla salvo en caso de receso de este, y, en tal caso, ordenando la simultánea convocatoria para su tratamiento (arts. 99, inc. 20 y 75, inc. 31, párr. 2°).

#### Causales
- Para garantizar la forma republicana de gobierno
- Repeler invasiones exteriores si es cierto

### Por pedido de la provincia
En este caso, las autoridades provinciales solicitan la intervención del gobierno federal.

#### Causales
- Para sostener o restablecer a las autoridades, si han sido depuestas o se encuentran amenazadas por sedición o invasión de otra provincia.

### Órgano Competente
La declaración de intervención federal corresponde de manera exclusiva al gobierno federal, por lo tanto le corresponde disponerla al Congreso de la Nación, y en caso de receso de este, corresponde declararlo al Presidente de la Nación con inmediata comunicación al congreso para su confirmación.

### Amplitud
La amplitud deberá estar definida por el órgano que declara la intervención, pudiendo ser intervenidos los tres poderes del estado, o solo el poder ejecutivo, o solo el poder legislativo; respecto del judicial el interventor no puede arrogarse funciones judiciales pero si puede comisionar a los jueces.

### Interventor
El interventor es un funcionario del gobierno federal y representante del poder ejecutivo federal, por tanto corresponde su nombramiento exclusivamente al Presidente de la Nación;  además es responsable político frente a este.

## Historia

### Etapa de la República Liberal-Conservadora: 1880-1916
Históricamente, la intervención federal se usó en Argentina como una suerte de arma política por parte del gobierno federal en contra de gobiernos provinciales administrados por opositores. En la etapa 1880-1916 se desarrolla la llamada República Liberal-Conservadora, que comprende las presidencias de Julio A. Roca, Miguel Juárez Celman, Carlos Pellegrini, Luis Sáenz Peña, José E. Uriburu, Roca nuevamente, Manuel Quintana, José Figueroa Alcorta, Roque Sáenz Peña y Victorino de la Plaza. Durante esta etapa se llevaron a cabo 40 intervenciones federales, 25 de las cuales fueron dictadas por el Congreso Nacional y otras 15 por Decreto Presidencial.

### Etapa de los gobiernos radicales (1916-1930): Hipólito Yrigoyen, Marcelo Torcuato de Alvear
El presidente radical Hipólito Yrigoyen es conocido por la cantidad de intervenciones federales que se desataron en su gestión, donde la mayoría de las provincias seguía en manos conservadoras y en donde continuaba aplicándose el fraude electoral en violación de la Ley № 8871 Sáenz Peña, que establecía el sufragio universal masculino, secreto y obligatorio. La justificación jurídico-política de la intervención durante la primera presidencia de Yrigoyen fue la dada ante la protesta del gobernador de la provincia de Buenos Aires, sosteniendo el presidente que "la autonomía era para los pueblos, no para los gobiernos". El caudillo radical intervino la provincia de Buenos Aires por decreto del 24 de abril de 1917, la provincia de Corrientes por decreto del 23 de noviembre de 1917, la provincia de Mendoza por decreto del 24 de noviembre de 1917, la provincia de Córdoba por decreto, la provincia de La Rioja y la provincia de Santa Fe en diciembre, colocando en cada una de ellas a interventores radicales. Todas las intervenciones de su mandato fueron hechas por decreto, sin autorización del Senado.
El presidente radical Marcelo Torcuato de Alvear (1922-1928), continuó la política de su antecesor de intervenir federalmente a las provincias opositoras; durante su mandato dispuso diez intervenciones federales, sobre un total de 14 provincias existentes en 1920, intervino siete por decreto, y apenas tres por ley, entre ellas:   Tucumán (1923), Mendoza (1924), San Juan (1925), dos veces a Santiago del Estero (1924 y 1928), La Rioja (1924 y 1925), Jujuy (1923), Catamarca (1928) y Salta (1928).

### Décadas de 1930, 1940, 1950 y 1960
Con el golpe de estado del 6 de septiembre de 1930, el gobierno de facto de José Félix Uriburu intervino todas las provincias, a excepción de Entre Ríos y San Luis. Luego, es recordada la intervención al gobierno demócrata progresista de la provincia de Santa Fe en 1935, a efectos de asegurarse el triunfo en el colegio electoral de la Concordancia, coalición conformada por la alianza de los remanentes conservadores y radicales anti-Yrigoyenistas que gobernó mediante el fraude el país entre 1932 y 1943. También en 1939 se intervino Catamarca y en 1940 Buenos Aires por orden del entonces presidente Roberto M. Ortiz
La etapa 1946-1955 es el período del peronismo que abarca las dos presidencias consecutivas de Juan Domingo Perón. Tras las elecciones generales de 1946, nuevamente bajo la ley Sáenz Peña, el peronismo logró la mayoría de las bancas del Congreso, y la casi totalidad de los gobiernos provinciales. El 4 de septiembre de 1947 el Senado de la Nación sancionó la intervención federal a la provincia de Corrientes, donde gobernaba el radical Blas Benjamín de la Vega, que había quedado en segundo lugar en las elecciones celebradas el día 24 de febrero, la UCR detrás del Partido Laborista, y poco por encima del Partido Demócrata Nacional. No obstante, como los votos peronistas estaban concentrados en la capital, obtuvieron menos votos en el colegio electoral donde la elección quedó empantanada, nombrandose a De la Vega gobernador con el apoyo de un voto del Partido Liberal. En las negociaciones previas al Colegio Electoral, ante la posibilidad de una victoria peronista, tras cuatro sesiones en que no había habido mayoría, los demás partidos votaron por la fórmula encabezada por Blas de la Vega. Este asumió la gobernación el día 22 de mayo.
Tras el Golpe de Estado de 1955, se instaura la dictadura auto titulada Revolución Libertadora, que interviene todas las provincias del país, deponiendo a los gobernadores electos e instalando en su lugar a interventores de facto. Un claro ejemplo de la aplicación masiva de la intervención federal la dio el presidente Frondizi tras las elecciones de 1962, cuando el peronismo ganó diez de las catorce gobernaciones en juego, entre ellas la provincia de Buenos Aires. Ante esta situación Frondizi intervino todas las provincias adversas a su gobierno. Sin embargo, se negó a anular las elecciones, y por ello se fue derrocado por sectores antiperonistas de las Fuerzas Armadas. En su lugar asumió como presidente de facto José María Guido, que cumplió las órdenes militares: anuló las elecciones, clausuró el Congreso, volvió a proscribir al peronismo e intervino todas las provincias. En el gobierno de Arturo Umberto Illia, donde convivían una mayoría de gobiernos de la UCR del Pueblo con otros de la UCRI, conservadores, peronistas y partidos provinciales, se realizó la intervención de la provincia de Jujuy por circunstancias políticas propias de la provincia. Tras negarse a anular las elecciones donde ganó ampliamente el peronismo, Illia fue derrocado, y nuevamente fueron disueltos el Congreso y la Corte Suprema de Justicia, e intervenidas todas las provincias.

### Regreso a la democracia
Desde la reinstauración de la democracia (1983), la intervención federal se usó de un modo más sensible, ateniéndose a los criterios impuestos por la Constitución de 1853. 
Durante el gobierno de Raúl Alfonsín (1983-1989) no se registró ninguna intervención. Su sucesor, Carlos Menem (1989-1999), dispuso la intervención de la provincia de Tucumán en 1991 por la crispación generada por una elección controvertida del colegio electoral y la poca capacidad del gobernador electo para resolver los graves problemas económicos de la provincia. También se intervino Catamarca (1991), por las graves irregularidades que surgieron a la luz tras el asesinato de María Soledad Morales. En 1992 se intervino a la provincia de Corrientes luego de la indefinición política como resultado de sus elecciones de 1991. La provincia de Santiago del Estero quedó intervenida en 1993, debido a los graves incidentes en el marco de la protesta social conocida como Santiagueñazo.
En 1999 el radical Fernando de la Rúa (1999-2001) dispuso una nueva intervención a la Provincia de Corrientes, por causa de la mala administración de sus autoridades. La crítica situación de la provincia daría lugar a una rebelión popular en el Puente General Belgrano, conocida como la "Masacre del Puente", por haberse cobrado dos víctimas fatales, además de decenas de heridos.
En 2004 durante el gobierno de Néstor Kirchner se aprobó una vez más la intervención de la provincia de Santiago del Estero, ante graves denuncias de corrupción y persecución política por parte del gobierno provincial encabezado por la gobernadora Nina Juárez y su marido, el veterano político local Carlos Juárez.